# Енев рът
Èнев рът е село в Северна България, община Севлиево, област Габрово.

## География
Село Енев рът се намира на около 13 km юг-югозападно от град Севлиево, 23 km запад-северозападно от град Габрово и 2 – 3 km запад-югозападно от село Шумата. Разположено е в Предбалкана, в северните разклонения на Черновръшки рид, край горното течение на малката река Щолби, ляв приток на река Росица. Надморската височина при църквата „Рождество Богородично“ е около 441 m.
Населението на село Енев рът, наброявало 721 души при преброяването към 1934 г., намалява до 149 към 1965 г. и 22 – към 2011 г., а – по текущата демографска статистика за населението, към 2020 г. наброява 14 души.

## История
Махала Енев рът към 1934 г. се състои от махалите: Бенеци, Дерелии, Могили, Прозваните, Терзии и Чуните.
През 1978 г. дотогавашното населено място махала Енев рът придобива статута на село.
Църквата в махала Енев рът е построена в 1931 – 1932 г. Храмът е осветен на 25 октомври 1936 г. от великотърновския митрополит Софроний.
Народно начално училище в махала Енев рът е открито през 1909 г. През пролетта на 1909 г. започва строежът на училищна сграда и от учебната 1910 – 1911 г. училището приема първите ученици. Учениците, получили начално образование от І до ІV клас в Енев рът, са насочвани за прогимназиалния курс в село Батошево. На 31 август 1965 г. училището е закрито, вероятно поради намалялото население на селото и малкия брой ученици.

## Население
Преброяване на населението през 2011 г.
Численост и дял на етническите групи според преброяването на населението през 2011 г.:
|                     | Численост | Дял (в %) |
| Общо                | 22        | 100,00    |
| Българи             | 21        | 95,45     |
| Турци               | 0         | 0,00      |
| Цигани              | 0         | 0,00      |
| Други               | 0         | 0,00      |
| Не се самоопределят | 0         | 0,00      |
| Неотговорили        | 1         | 4,54      |

## Забележителности
- Опознай.bg, „По пътя на четата на Цанко Дюстабанов“ – с. Енев рът
- Опознай.bg, Църква „Рождество Богородично“ – с. Енев рът

## Родени в Енев рът
- Митко Палаузов (1930 – 1944), партизанин в Габровско-севлиевския партизански отряд.